# Zhang Lianwei
Zhang Lianwei (* 2. Mai 1965 in Zhuhai, Guangdong) ist ein chinesischer Profigolfer und der erste seines Landes, der ein Turnier der European Tour gewinnen konnte.
Nach der Eröffnung des ersten Golfplatzes in der Volksrepublik China im Jahre 1984 begann Zhang mit dem Golfsport. Er arbeitete als Caddie und gewann dreimal die chinesischen Amateurmeisterschaften, bevor er 1994 seine Laufbahn als Berufsgolfer begann. Er gewann einige Turniere in China und auf der Asian Tour und im Jahr 2003 die Caltex Singapore Masters, ein Event das auch zur European Tour zählt. Dabei gelang es Zhang, am letzten Loch den Weltklassegolfer Ernie Els abzufangen. Dieser Erfolg verhalf ihm, als ersten Chinesen, unter die Top 100 der Golfweltrangliste vorzustoßen, und er wurde auch als erster seines Landes zum berühmten Masters 2004 eingeladen.
Zhang vertrat China dreimal im Dunhill Cup und sechsmal im World Cup. Er stand zweimal im siegreichen asiatischen Team im Dynasty Cup und spielte einmal in der Auswahl Asiens bei der Royal Trophy.

## Turniersiege
- 1995 Volvo Open Shenzhen (Volvo China Tour), Volvo Masters of Malaysia, Volvo Masters of Thailand
- 1996 Volvo Masters of Malaysia, Volvo Masters of Thailand, Volvo Asian Matchplay (Asian Tour)
- 1997 Hugo Boss Open (Volvo China Tour)
- 1998 Hong Kong PGA Championship
- 2000 Ontario Open Heritage Classic (Kanada)
- 2001 Macau Open (Asian Tour)
- 2002 Macau Open (Asian Tour)
- 2003 Volvo China Open (Asian Tour), Caltex Singapore Masters (European Tour und Asian Tour)
- 2006 Zhuhai Leg, Shanghai Leg (beide Omega China Tour)
- 2007 Qingdao Leg, Guangzhou Leg (beide Omega China Tour)
- 2010 PGA Championship (China Tour)

## Teilnahmen an Teambewerben
- Dunhill Cup: 1998–2000
- World Cup: 1995, 1996, 2001, 2007, 2008, 2009
- Dynasty Cup: 2003 (Sieger), 2005 (Sieger)
- Royal Trophy: 2006